# Le Voleur du Tibidabo
Pour plus de détails, voir Fiche technique et Distribution.
Le Voleur du Tibidabo (espagnol : La vida es magnífica) est un film franco-espagnol  réalisé par Maurice Ronet, sorti en 1965.

## Synopsis
À la suite d'une méprise, un Français, vendeur de glaces à Barcelone, est pris pour un cambrioleur et poursuivi par la police et divers gangsters.

## Fiche technique
- Titre français : Le Voleur du Tibidabo
- Titre espagnol : La vida es magnífica ou Vacaciones al sol
- Réalisateur : Maurice Ronet
- Scénario : Maurice Ronet et Jean-Charles Tacchella
- Dialogues : Rémo Forlani et Juan Marce
- Photographie : Alain Levent
- Musique : Antoine Duhamel (chansons interprétées par Anna Karina)
- Décors : Nanuel Infiesta
- Sociétés de production : NEF (Paris) - Jet Films (Madrid)
- Pays de production :  Espagne /  France
- Durée : 86 minutes
- Date de sortie : 
  - France : 12 février 1965

## Distribution
- Maurice Ronet
- Anna Karina
- Pepe Nieto